# Milan-San Remo 1940
La 33e édition de la course cycliste, Milan-San Remo a eu lieu le 19 mars 1940 et a été remportée au sprint par l'Italien Gino Bartali. La victoire s'est jouée entre un peloton groupé de 49 coureurs. Seuls des coureurs italiens ont pris part à la course.

## Classement final
|    | Cycliste            | Équipe              | Temps           |
| -- | ------------------- | ------------------- | --------------- |
| 1  | Gino Bartali        | Legnano             | 7 h 44 min 00 s |
| 2  | Pietro Rimoldi      | Olympia             | m. t.           |
| 3  | Aldo Bini           | Bianchi             | m. t.           |
| 4  | Ruggero Moro        | Binda SC            | m. t.           |
| 5  | Oreste Sartori      | Binda SC            | m. t.           |
| 6  | Salvatore Crippa    | -                   | m. t.           |
| 7  | Enrico Bolis        | -                   | m. t.           |
| 8  | Attilio Masarati    | Battisti-Aquilano   | m. t.           |
| 8  | Renzo Silvestri     | Parioli SS          | m. t.           |
| 10 | 25 coureurs ex æquo | 25 coureurs ex æquo | m. t.           |